# HD 80719
HD 80719，又名BD-14 2828，SAO 155114、HR 3714，是一颗恒星，视星等为6.33，位于銀經246.41，銀緯23.42，其B1900.0坐标为赤經9h 16m 11.5s，赤緯-15° 23.42′ 26″。